# Paraleia peruviana
Paraleia peruviana är en tvåvingeart som beskrevs av Edwards 1933. Paraleia peruviana ingår i släktet Paraleia och familjen svampmyggor. Inga underarter finns listade i Catalogue of Life.